# Hope Mwanake
Hope wakio Mwanake, née en 1988, est une entrepreneuse et scientifique kényane. Elle est considérée comme l'une des jeunes entrepreneurs émergents d'Afrique. En décembre 2019, elle fait la une des journaux pour ses efforts dans la construction de maison avec des bouteilles en plastique abandonnées, précédemment récupérées pour éradiquer la pollution par les plastiques au Kenya,.

## Biographie
Hope est née et a grandi dans une famille près de Mombasa. Son père, comptable, a privilégié son éducation scolaire et universitaire et sa confiance en elle plutôt que de l'inciter à se marier en mettant de côté de l'argent pour sa dot.  Elle a été la première de sa famille à fréquenter l'université pour poursuivre ses études supérieures.  Elle a obtenu son baccalauréat en sciences aquatiques de l'Université d'Egerton en 2010. En 2013, elle est diplômée en sciences de l'environnement de l'UNESCO-IHE , située aux Pays-Bas.

### Carrière
Elle entame d'abord une carrière d'entrepreneure sociale avant de devenir scientifique. Elle est cofondatrice de Trace Kenya, une organisation communautaire qui travaille conjointement avec les jeunes pour résoudre les problèmes liés à la gestion des déchets solides. Trace Kenya a été créé dans la ville centrale du Kenya de Gilgil pour récolter et éliminer les déchets qui polluent la ville, en l'absence de tout système public de collecte. 
Elle a également prononcé un discours visionnaire lors de la semaine mondiale de l'eau 2015 à Stockholm, en Suède. En 2016, confrontée à l'accumulation de plastiques issus des collectes, elle fonde la société de fabrication Eco Blocs and Tiles avec son collègue scientifique Kivin Mureithi pour en faire des éléments de couverture et des blocs de construction. En deux ans, 220 tonnes de plastiques sont ainsi recyclées. Elle est la première entrepreneuse du Kenya à fabriquer des tuiles et d'autres matériaux de construction à partir de déchets de plastique et de verre.

## Distinctions
En 2014, elle est nommée au prix décerné par la Reine Elizabeth pour récompenser les jeunes leaders (The Queens Young Leaders).
En 2020, elle est nommée sur la liste Vanity Fair and One Young World’s 2020 Global Goals pour ses efforts en faveur d'une ville durable.